# Elizabeth Fry
Elizabeth Fry (född som Elizabeth Gurney), född 21 maj 1780, död 12 oktober 1845; brittisk kväkare, fängelsereformator och filantrop.
Fry, som tillhörde en förmögen kväkarfamilj, bosatte sig efter sitt giftermål i London. 1811 kallades hon till predikant inom kväkarnas samfund och vann rykte som en framstående talare.
1813 besökte hon Newgate Prison i London, där mer än 300 kvinnor och deras barn vistades under smutsiga, trånga förhållanden. Från detta ögonblick vigde hon sitt liv åt att förbättra förhållandena i fängelserna, bland annat grundade hon 1817 en förening för kvinnliga fångars villkor.
Tillsammans med sin bror, Joseph Gurney (1788-1847) utformade hon en inflytelserik rapport 1819 beträffande fängelsereformer.
Fry startade även härbärgen för hemlösa och grundade flera välgörenhetsorganisationer för att hjälpa de fattiga.
1838-41 besökte hon fängelser på kontinenten, och överallt påbörjades fängelsereformer. Fry verkade även för en förbättrad mentalvård, mission bland sjömän och en tidsenliga dissenterlagstiftning. Hon stod i förbindelse med ett flertal av samtidens politiskt och kulturellt ledande personer. Hennes Memoirs utgavs 1847.
Hon gifte sig år 1800 med Joseph Fry och var mor till tretton barn.